# Агаронов, Ашот Моисеевич
Ашот Моисеевич (Мовсесович) Агаронов (4 (16) ноября 1895, Тифлис, Российская империя — 21 августа 1962, Бразилия) — советский учёный, врач-акушер, гинеколог. Педагог. Доктор медицинских наук (1940), профессор (1935). Заслуженный деятель наук Башкирской АССР (1945), Заслуженный деятель науки Армянской ССР (1961). Председатель Научного общества акушеров-гинекологов Армянской ССР.

## Биография
В 1918 году окончил медицинский факультет Киевского университета. Добровольцем вступил в Красную Армию. Служил военным врачом.
Позже работал ассистентом кафедры акушерства и гинекологии Тбилисского университета (1925—1929); старшим ассистентом (1929—1933), доцентом (1933—1935), заведующим кафедрой (1954—1962) акушерства и гинекологии Ереванского медицинского института; профессором, заведующим кафедрой акушерства и гинекологии Башкирского медицинского института (1935—1945); заведующим кафедрой акушерства и гинекологии Одесского медицинского института (1945—1954). С 1954 — кафедру Ереванского медицинского института.
Погиб в авиакатастрофе, возвращаясь с международного конгресса акушеров-гинекологов в Бразилии.

## Научная деятельность
Научно-педагогическая деятельность Агаронова началась в 1925 в Тифлисском университете.
Научные труды в области рентгенодиагностики в акушерстве и гинекологии, исследования в области эндокринологии, лечения и распознавания злокачественных опухолей женских половых органов, занимался вопросами реанимации новорожденных с асфиксией, изучал роль и использование витаминов «Е» и «К» в акушерстве.
Автор более 100 научных публикаций. Научные работы (опубликовано 68) посвящены вопросам рентгенодиагностики в акушерстве и гинекологии, гинекологической эндокринологии и проблемам злокачественных новообразований.

## Избранные труды
- Влияние тимуса и коры надпочечников на развитие матки (1941)
- Преждевременное прерывание беременности (монография)
- Очерки акушерской патологии и оперативное акушерство: Пособие для врачей. Москва, 1954;
- Оперативное акушерство: Краткое руководство для врачей и студентов. Ереван, 1963.